# Bassin houiller de Haute-Silésie

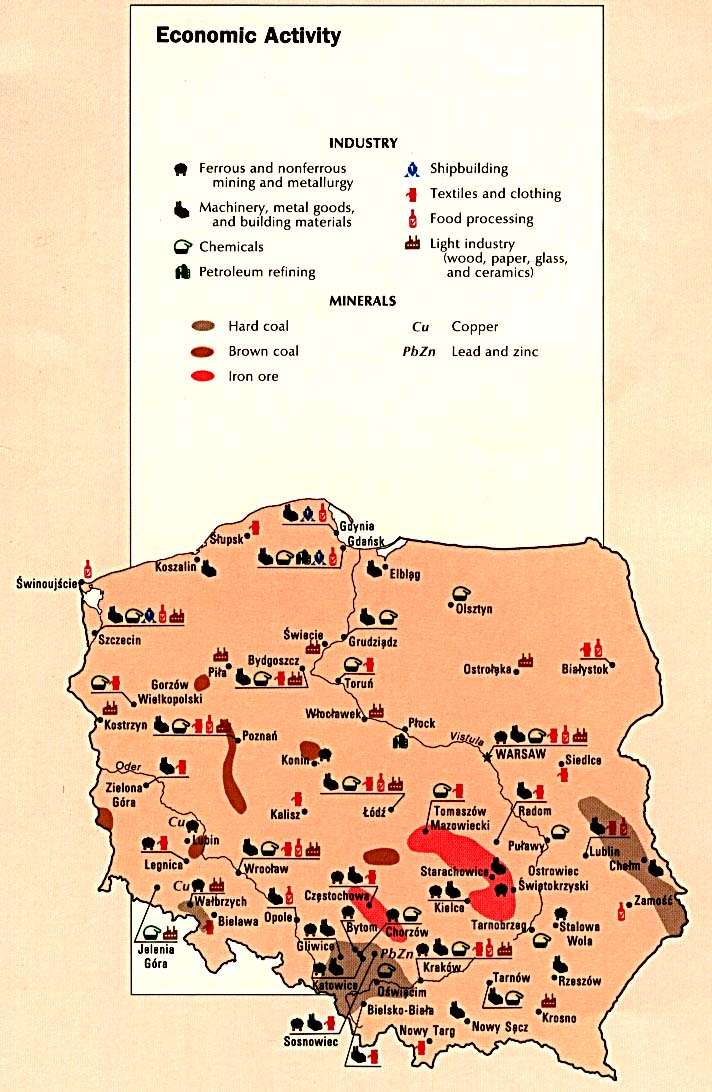
Activité économique en Pologne en 1990. Le bassin houiller de Haute-Silésie est visible en marron, dans le sud du pays.

Le bassin houiller de Haute-Silésie (en polonais : Górnośląskie Zagłębie Węglowe et en tchèque : Hornoslezská uhelná pánev) est un bassin houiller situé en Silésie, en Pologne et en Tchéquie.
Le bassin houiller de Haute-Silésie se situe sur une zone montagneuse, entre la Vistule et l'Oder. Il se situe principalement dans la voïvodie de Silésie, en Pologne, et s'étend jusqu'à la région de Moravie-Silésie, en Tchéquie. Au delà du charbon, le bassin recèle également d'autres ressources exploitables, telles que le méthane, le cadmium, le plomb, l'argent et le zinc.
Les zones industrielles du bassin houiller de Haute-Silésie sont notamment la région industrielle de Haute-Silésie, le parc houiller de Rybnik (en) ou encore le parc houiller d'Ostrava-Karviná (pl).
Le bassin houiller de Haute-Silésie comprend la zone métropolitaine de Katowice-Ostrava (en) et compte plus de cinq millions d'habitants.